# Манго-Манго

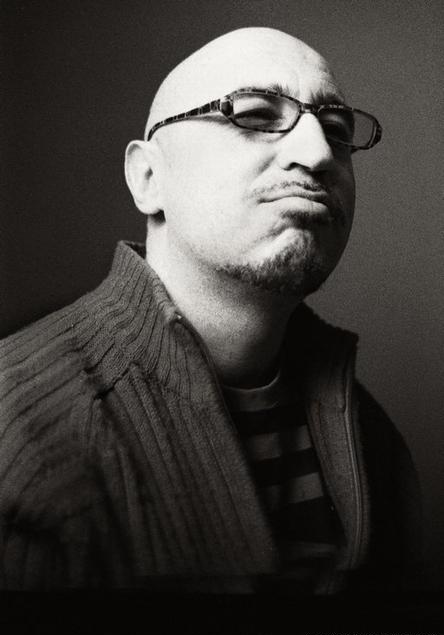
Андрій Гордєєв у 2008 році

«Манго-Манго» — російська рок-група, заснована 1 квітня 1987. Лідер і вокаліст — Андрій Гордєєв. Перший альбом під назвою «Источник наслаждения» (укр. «Джерело насолоди») вийшов 1995 року.
В Україні найбільш відома пісня «Мамаду», яка стала основною музичною темою телевізійного гумористичного скетч-шоу «Повне Мамаду», наступника «Шоу довгоносиків» (початок приспіва російською мовою: «Я сижу на поляне, я пятно среди белых акаций, я жду Мамаду…»).

## Склад

### Поточний склад
- Андрій Гордєєв (рос. Андрей Гордеев) — вокал (з 1987)
- Олександр Бочагов (рос. Александр Бочагов) — гітара (з 1995)
- Олександр Надєждін (рос. Александр Надеждин) — бас (з 1994)
- Олександр Дронов (рос. Александр Дронов) — клавішні (з 1999)
- Владислав Волков — ударні (з 1995)

### Минулі учасники
- Андрій Чечерюкін (рос. Андрей Чечерюкин) — ударні (1987)
- Леонід Гусєв (рос. Леонид Гусев) — ударні (1994)
- Олександр Лучков (рос. Александр Лучков) — клавішні (1994) —1998)
- Володимир Поляков (рос. Владимир Поляков) — гітара (1994)
- Костянтин Шуваєв (рос. Константин Шуваев) — ударні (1994)

## Дискографія

### Альбоми
- «Источник наслаждения» (1995)
- «Полный Щорс» (1997)
- «Люди ловят сигналы» (1999)
- «Человеку хорошо» (2001)
- «Кальмары прямо не плывут» (2004)

### Сингли
- «Кальмары» (2004)
- «Золото» (2009)

### Збірники
- «The Best однако» (2001)

## Кліпи
- «Космонавты»
- «Пули»
- «Аквалангисты»
- «Южная»
- «Руки твои»
- «Тарантелла»
- «ДМБ»
- «Беркут»
- «Щорс»